# Bureau international pour la défense des indigènes
Bureau international pour la défense des indigènes, eller International Bureau for the Defense of the Native Races (BIDI), var en internationell schweizisk organisation, grundad 1913. 
BIDI grundades i Geneve av René Claparède, ordförande för den fem år tidigare grundade Swiss League for the Protection of Indigenous People, och tre andra evangeliska humanistiska filantroper: Eugene Mercier-Glardon, Louis Ferriere och Edouard Junod.
BIDI hade efter sitt grundande 300 schweiziska medlemmar. Dess ambition var att fungera som en internationell representant för naturfolkens rättigheter i de dåvarande kolonierna, uppmuntra dessa att sammansluta sig till en motsvarighet till Röda korset, Svarta korset, och fungera som internationell paraplyorganisation för andra föreningar för naturfolkens rättigheter. 
BIDI var under mellankrigstiden tillsammans med Anti-Slavery Society en framstående samarbetspartner med Nationernas förbund, bland annat i anti-slaverifrågan. 